# Stenokranio
Stenokranio ist eine Gattung ausgestorbener Landwirbeltiere aus der Gruppe der Temnospondyli. Einzige bekannte Art ist Stenokranio boldi. Die massigen, im Leben krokodil-ähnlichen Tiere werden mit einer Körperlänge bis zu etwa 1,5 Meter rekonstruiert. Fossilien von Stenokranio wurden 2013 bzw. 2018 im Steinbruch am Remigiusberg im Landkreis Kusel in Rheinland-Pfalz gefunden und 2024 wissenschaftlich beschrieben.

## Merkmale
Von Stenokranio liegen disartikulierte (nicht mehr im anatomischen Zusammenhang vorliegende) fossile Knochen vor, die zwei ausgewachsenen (adulten) Individuen zugeordnet werden. Das Material besteht aus zwei fast vollständigen Schädeln, einem von knapp 25 Zentimeter Länge (Holotyp) und einem weiteren von 27 Zentimeter Länge (Paratyp). Die Zuordnung eines weiteren Funds, eines isoliert gefundenen Unterkiefers, ist unsicher, vermutlich gehört dieser aber zu einer weiteren, bisher unbeschriebenen Art. Von dem zweiten Individuum (dem Paratyp) liegen einige weitere Knochen vor: einige Wirbel einschließlich des Atlas und Rippen sowie der Schultergürtel. Die Beschreibung der Art beruht daher fast ausschließlich auf Merkmalen des Schädels. Die Rekonstruktion der Körpergestalt erfolgt anhand von Analogieschlüssen zu anderen, vollständiger erhaltenen Temnospondyli, insbesondere der nahe verwandten nordamerikanischen Gattung Eryops.
Charakteristisch für den Schädel von Stenokranio ist dessen Umriss bei Aufsicht. Das abgeflachte Schädeldach ist im posterioren (hinteren) Teil relativ schmal, fast parallelseitig, mit geraden Seitenkanten. Nach diesem Merkmal wurde die Gattung benannt (altgriechisch στϵνός (stenos) schmal und κρανίο (kranio), Schädel). Das Vorderende des Schädels ist gleichmäßig abgerundet und relativ breit. Die Schädelknochen sind schwer und dicht mit der typischen Oberflächenskulptur aus kleinen Grübchen, die durch schmale Grate voneinander getrennt sind. Dies entspricht derjenigen von Eryops oder der (in Thüringen gefundenen) Gattung Onchiodon. Die Höhlen der Augen sitzen auf der Schädeloberseite (wie bei rezenten Krokodilen), relativ weit hinten (posterior). Dementsprechend sind das Postparietale und Tabulare (Knochenplatten des Schädeldachs) kürzer als bei allen verwandten Arten. Beide sind in einem kurzen Knochenstreifen miteinander verwachsen. Als Autapomorphie der Gattung gilt neben diesen Merkmalen noch die besondere Gestalt des mit dem Flügelbein assoziierten Ectopterygoids (eines Schädelknochens in der Gaumenregion). Strukturen (Sulci genannte Furchen), die auf den Besitz eines Seitenlinienorgans hindeuten würden, sind nicht ausgebildet. Ober- und Unterkiefer tragen zahlreiche kleine Zähne mit der typischen Gestalt der Temnospondyli, die Oberfläche eingefaltet in zahlreiche Längsgrübchen („labyrinthodont“). Die seitlichen Zähne sind nach innen hin eingekrümmt.
Am postkranialen (hinter dem Schädel gelegenen) Skelett entspricht der erhaltene Schultergürtel in Gestalt und Proportionen demjenigen der durch zahlreiche Fossilfunde besser bekannten Gattung Eryops.

## Fundort und zeitliche Stellung
Stenokranio wurde gefunden im Steinbruch am Remigiusberg nahe Kusel in Rheinland-Pfalz. Die hier anstehenden Gesteine sind namensgebend für die Remigiusberg-Formation. Aufgeschlossen sind hier Sedimentgesteine des Saar-Nahe-Beckens, eines im Inneren des Kontinents liegenden und von Gebirgsketten des sich auffaltenden Kettengebirges der Varisziden eingefassten Sedimenttrogs. Das Becken wurde bei der Auffaltung des Hochgebirges abgesenkt und dabei mit von den Bergen erodierten Sedimenten sofort wieder aufgefüllt, so dass eine Sedimentfolge (mit eingeschalteten Vulkaniten) von maximal acht, ursprünglich vermutlich bis zu zehn, Kilometer Mächtigkeit abgelagert wurde, wobei der jeweilige Lebensraum nach dem Ablagerungsmilieu immer relativ seicht oder festländisch war. Im Steinbruch wird ein vulkanisch entstandenes, nach der Stadt Kusel Kuselit genannte Gestein abgebaut, das von einer Wechselfolge aus von Flüssen (fluviatil) oder in flachen Seenbecken (lakustrisch) abgelagerten Sedimenten überlagert wird, in der die Fossilien gefunden wurden. Die Fossilien wurden in zwei unterschiedlichen Sedimentlagen gefunden, die in einem Süßwassersee abgelagert wurden. Das Mudstone genannte Sediment wurde vermutlich von Flüssen am Ufer eines ausgedehnten Sees abgelagert.
Die Remigiusberg-Formation wird anhand von nach radioaktiven Isotopen datierten Tuffsteinlagen auf ein Alter von mindestens 298,7 ± 0,4 Millionen Jahre datiert. Sie wird traditionell als unterste Einheit des Rotliegend ins Unterperm gestellt. Heute ist aber klar, dass das Rotliegend nur eine lithostratigraphische Einheit ist und seine Basis nicht exakt der Grenze zwischen der Erdzeitaltern des Karbon und des Perm entspricht. Dem entsprechend lebte Stenokranio genau in der Periode des Übergangs, entweder im jüngsten Karbon (Ghzelium) oder möglicherweise schon dem ältesten Perm (Asselium).

## Paläoökologie
Stenokranio wird im Körperbau rekonstruiert sehr ähnlich zu den nahe verwandten Gattungen Eryops mit der Art Eryops megacephalus und Onchiodon (mit zwei Arten, darunter Onchiodon thuringiensis). Nach der Schädellänge war es ein mittelgroßer Vertreter der Temnospondyli, viel kleiner als etwa Giganten wie Mastodonsaurus mit fünf Meter rekonstruierter Körperlänge. Stenokranio war anhand seiner Zahnform ein Räuber, seine Beute waren vermutlich wasserlebende (aquatische) Tiere wie Fische und andere frühe Tetrapoda, darunter möglicherweise auch landlebende Vertreter. Anhand des gut ausgebildeten Schultergürtels wird vermutet, dass die Tiere sich auch über trockenes Land fortbewegen konnten. Für ein Leben im Wasser sprechen die kleinen, spitzen Zähne, besonders geeignet für fischfressende (piszivore) Ernährung und die auf der Kopfoberseite liegenden Augen, die, wie bei einem Krokodil, Anpassungen für einen dicht unter der Wasseroberfläche verborgenen Lauerjäger sein könnten. Zusammenfassen wird von einer Übergangsform mit semiaquatischer Lebensweise, vermutlich im Uferbereich eines Sees, geschlossen (während zahlreiche spätere Temnospondyli voll aquatisch waren und das Wasser nicht mehr verlassen konnten).
Aus dem Rotliegend des Saar-Nahe-Beckens ist außerdem die Temonspondylen-Gattung Sclerocephalus dokumentiert, von der viel mehr Funde von zahlreichen Lokalitäten vorliegen. Sclerocephalus erreichte eine ähnliche Körperlänge, nach seiner Skelettmorphologie war er etwas graziler und eher an fischfressende (piszivore) Ernährung adaptiert. Sclerocephalus kam aber nicht zusammen mit Stenokranio, oder anderen großen Eryopiden vergleichbarer Zeitstellung, vor. Vermutlich erlaubte der Lebensraum nicht das Vorkommen von zwei großen Räubern ähnlicher Lebensweise nebeneinander.
Über die Entwicklung und die Jugendstadien von Stenokranio ist naturgemäß nichts bekannt, da ja bisher nur zwei Individuen vorliegen, die beide als ausgewachsen (adult) angesprochen werden. Besser bekannt sind die Verhältnisse etwa beim nahe verwandten Onchiodon labyrinthicus (von dem aus Niederhäslich in Sachsen zahlreiche Individuen unterschiedlichen Alters aufgefunden wurden). Demnach war die Entwicklung von den Larven zum geschlechtsreifen Adulttier bei den Temnospondyli graduell, besondere Larvenstadien (wie bei den rezenten Amphibien) sind nicht abzugrenzen.

## Phylogenie und Systematik
Die Art wird innerhalb der Gruppe der Temnospondyli der Familie der Eryopidae zugeordnet. Nach früher veröffentlichten Analysen, insbesondere des Paläontologen Rainer Schoch, modifiziert durch die Autoren der Erstbeschreibung von Stenokranio boldi, gehören dazu zwei Arten der Gattung Eryops (Eryops megacephalus und eine noch unbenannte Art), die Gattung Onchiodon mit zwei Arten (Onchiodon labyrinthicus und Onchiodon thuringiensis, gefunden in Frankreich, sowie in Deutschland in Sachsen und Thüringen), die Gattung Glaukerpeton (mit der Art Glaukerpeton avinoffi, aus Nordamerika) und die Gattung Osteophorus (mit der Art Osteophorus roemeri, gefunden in Lwówek Śląski, Polen). Die Zugehörigkeit von Actinodon (mit der Art Actinodon frossardi, gefunden bei Autun in Frankreich) und des in Russland gefundenen Clamorosaurus ist unklar. Innerhalb der Eryopidae ist die Gattung Eryops das Schwestertaxon.
Von dem nahe verwandten Eryops megacephalus, mit einer Schädellänge von etwa 60 Zentimeter und einer rekonstruierten Körperlänge von etwa 2,5 Meter etwas größer, liegen zahlreiche Funde aus Nordamerika vor. Die Gattung lebte über eine Zeitspanne von 28 Millionen Jahre und war zeitweilig der bedeutendste amphibische Jäger in Nordamerika.
Über die Stellung der Eryopidae innerhalb der frühen Landwirbeltiere gibt es noch keine Einigkeit. Die Erstbeschreiber von Stenokranio favorisieren ein Schwestergruppenverhältnis zu einer Gruppe namens Stereospondylomorpha. Das gemeinsame Taxon wurde Eryopiformes benannt (vgl. im Artikel Eutemnospondyli). Die Ähnlichkeit zu einigen außerhalb stehenden Taxa, insbesondere der in die Familie der Zatracheidae gestellte Gattung Acanthostomatops interpretieren sie als parallele Evolution (Konvergenz).
Auch über die Stellung der Temnospondyli selbst in das System der Wirbeltiere gibt es noch keine Einigkeit. Schoch sieht sie als Schwestergruppe der Amphibien.

## Trivia
Eine künstlerische Darstellung von Stenokranio wurde im Jahr 2024 zu einem populären Meme.